# Горіховий рулет
Горіховий рулет — це випічка, що складається із солодкого дріжджового тіста (зазвичай на молоці), яке розкачують дуже тонко, намазують горіховою пастою, виготовленою з мелених горіхів і підсолоджувача, як мед, а потім згортають у форму поліна. Це «поліна» або залишають довгим і прямим, або часто згинають у формі підкови, яйцем змащують, запікають, а потім розрізають скибками хрест-навхрест. Горіховий рулет нагадує желейний рулет (швейцарський рулет), але зазвичай з більшою кількістю шарів тіста та начинки, і нагадують струдлі, але з меншою кількістю та менш делікатними шарами тіста. Основним інгредієнтом начинки зазвичай є мелені волоські горіхи або мак.
Горіхові рулети можна знайти в Сполучених Штатах і в центральноєвропейських кухнях. У Сполучених Штатах «горіховий рулет» є більш-менш загальною назвою для випічки цього типу, незалежно від того, звідки вони походять. Горіхові рулети також відомі під багатьма специфічними регіональними назвами, зокрема: orechovník словацькою; makowiec польською; potica, povitica, gibanica, orahnjača/orehnjača словенською та сербохорватською (горіховий варіант, makovnjača для варіанту з маком, у Хорватії також можна зробити з ріжкового дерева); kalács і bejgli угорською; і pastiç (pastiche) або nokul турецькою.
Регіональні варіації горіхового рулету є частиною весілля, Великодня та Різдва, а також інших урочистостей і свят.

## Приготування та оформлення

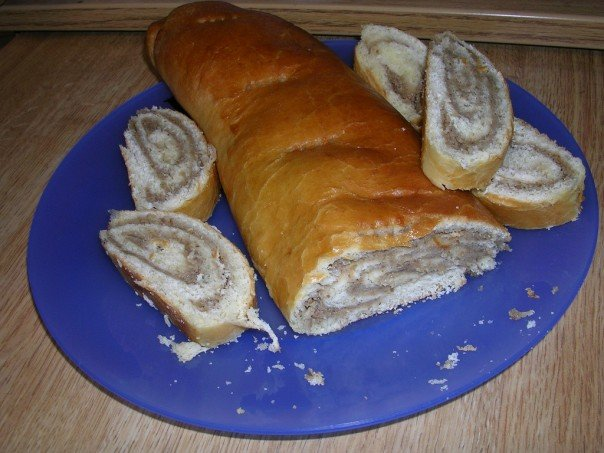
Типовий горіховий рулет по-американськи з горіхово-кавовою начинкою

Розкочують солодке дріжджове тісто, приблизно 0,2 дюймів (5 міліметрів) завтовшки, і на нього викладають начинку. Тісто з начинкою згортають, утворюючи форму поліна або батона, потім випікають. У розрізі на поперечному зрізі видно завихрення начинки.
Різновиди або форми горіхового рулету: згорнуте поліно, буханець, виготовлений у формі для хліба, і «божевільний батон» з унікальною текстурою. Подібна начинка з мелених волоських горіхів використовується в бухтах, випічці у формі булочок, також із дріжджового тіста.

## Центральна Європа

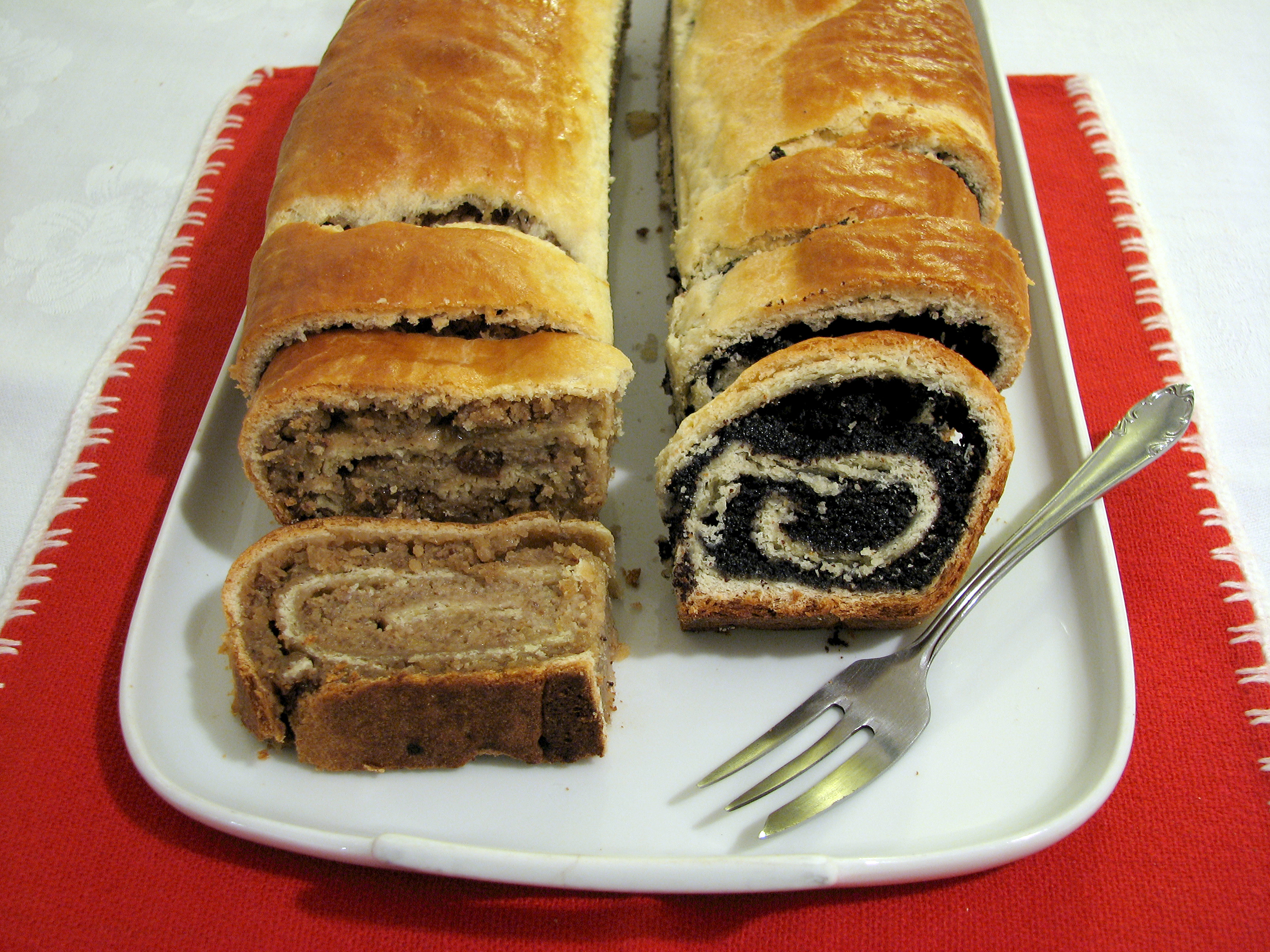
Угорський бейглі, волоський горіх (ліворуч) і мак (праворуч)

Традиційні горіхові рулети в Центральній і Східній Європі, такі як маковієць і бейглі, є особливим типом катаної форми колоди. Зазвичай їх готують із двома видами начинки: горіховою та маковою. Крім начинки з мелених горіхів, кориці, родзинок або смородини, використовують різні види подрібнених горіхів, ріжкового дерева, хлібних крихт, цедри лимона або апельсина, рому, вершкового масла і жирних вершків або сметани.

### Повітиця
Повітиця, традиційна хорватська та частково словенська випічка, виготовляється зі здобного тіста, розкачаного в дуже тонкі шари та покритого шаром коричневого цукру, спецій та волоських горіхів. Потім випікається коровай у формі поліна. Повітиця була показана як рецепт технічного завдання в епізоді «Advanced Dough» Великий пекарський турнір у 2014 році. Інші європейські тістечка у формі рулету наповнюються густим джемом (званим лекваром, зазвичай абрикосовим або вишневим), який називається lekvarostekerc або швейцарський рулет.

### Словенія
Словенська потіца — це традиційний горіховий рулет у Словенії.

### Сербія
Горіховий рулет також характерний для північної Сербії (Воєводина), де його називають «štrudla/štrudla» або «savijača/савијача». Сербський горіховий рулет зазвичай покритий шаром маку, волоських горіхів або вишні, але іноді може бути шаром ріжкового дерева або какао.

## Сполучені Штати
Горіхові рулети популярні в Сполучених Штатах, часто готуються з певним поєднанням волоських горіхів, маку, абрикосів і кави з більш традиційними сортами та приготуваннями, виготовленими в районах з великими центральноєвропейськими поселеннями. Вони були завезені туди іммігрантами з Центральної Європи та широко прийняті іншими етнічними групами в цих регіонах. Горіхові рулети є невід'ємною частиною різдвяних свят і популярними в інший час у Пітсбурзі та південно-західній Пенсільванії, Остіні, штат Техас, Джолієт, штат Іллінойс, Клівленді, штат Огайо, Шебойган, штат Вісконсин, Янгстауні, штат Огайо, північно-східному Огайо (де його називають колачі), Айрон рейндж Міннесоти, Канзас-Сіті та Б'ют, Монтана. Таким чином, повітиця, а також корнуольські тістечка вважаються однією з традиційних страв штату Монтана, незалежно від етнічної групи.